# アメリカ公衆衛生局士官部隊
アメリカ公衆衛生局士官部隊 (アメリカこうしゅうえいせいきょくしかんぶたい、英: United States Public Health Service Commissioned Corps = PHSCC)（別称：Commissioned Corps of the United States Public Health Service,）はアメリカ合衆国の保健福祉省公衆衛生局に属する組織であり、アメリカ合衆国に八つある武官組織の一つ。
海洋大気庁士官部隊とともに、公衆衛生局士官部隊は士官のみで構成される二つの武官組織の内の一つであり、准士官、下士官の階級はない（但し士官部隊の中で准士官の地位を設けることは認められている）。もとより医官、看護官等の医務衛生の軍人は国際法により非戦闘員であるが、公衆衛生局士官部隊の構成員には技術者等非戦闘員とならない者もいるため、大統領の命令により陸海空海等6つのアメリカ軍の一部として勤務を命ぜられた場合、またはアメリカ軍の部隊に分遣された場合を除き、士官部隊全体としては非戦闘員に分類されるとされている。
公衆衛生局士官部隊の構成員はアメリカ海軍またはアメリカ沿岸警備隊(沿岸警備隊に配属された場合)と同じ制服を着用するが、徽章は公衆衛生局士官部隊の独自のものを付ける。階級は海軍や沿岸警備隊と同じものを用いる。公衆衛生局士官部隊の士官は、長期にわたる士官学校やROTC等の士官養成教育を経ることなく、直接任官(英語版)制度により2週間Officer Basic Course (OBC)の教育が施され、任官されるのが一般的である。
公衆衛生局士官部隊は保健福祉省に直属する。士官部隊の長は医務総監(英語版)であり、その階級は中将(Vice Admiral)である。医務総監は、管理的には保健福祉省の保健福祉次官補(英語版)に直属する一方、保健福祉次官補は公衆衛生局士官部隊の運用について保健福祉省の幕僚として長官を補佐する。なお、保健福祉次官補は文官とは限らず、士官である場合は大将(公衆衛生局)である。

## 歴史

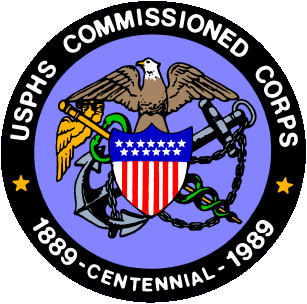
公衆衛生局士官部隊の公式紋章を基にデザインされた士官部隊100周年記念エンブレム

公衆衛生局士官部隊の源流は、1798年に設置された海員病院基金(Marine Hospital Fund)にある。その後、海員病院基金は海員病院局(Marine Hospital Service)に改編された。海員病院局は商船船員の治療と健康管理を受け持っていたが、国が大きくなるにつれて、その任務の範囲も拡大していった。ほどなくして海員病院局は新たに拡大しつつあった保健業務を主導的に担うようになり、アメリカの貿易と健康を守ることに貢献した。そのような業務の一つとして検疫もあった。
北軍のウィリアム・シャーマン大将の下で働いた著名な軍医ジョン・メイナード・ウッドワースが、1871年に軍医監(Supervising Surgeon)に任命された。その後、ウッドワースの官名は総軍医監(Supervising Surgeon General)に改められた。これが後に医務総監(Surgeon General of the United States)となる官職の始まりである。ウッドワースは士官部隊を公式に創設した人物として知られている。ウッドワースは1889年に、海員病院局の医療職員を陸軍の軍隊式に組織して、局や国家の必要に応じて医療専門家の力を機動的に動員できる体制を作り上げた。彼は海員病院局の任官基準を定め、また絡み錨と（アスクレピオスの杖と混同された）ケーリュケイオンを組み合わせた海員病院局の紋章をデザインした。同年にグロバー・クリーブランド大統領が士官部隊（当時は軍医監（後の医務総監）に属する海員病院局。後の公衆衛生局士官部隊）を公式に設置する法律に署名した。当初は医師のみに門戸が開かれていたが、20世紀に至るまでの歴史の中で、この部隊は獣医、歯科医、薬剤師、看護師、環境衛生専門家、科学者、栄養士、技師、その他の保健専門家などの広範囲に渡る11職種を擁するまでに発展した。
今日の公衆衛生局士官部隊は、連邦議会により1979～1980年に設置された保健福祉省(HHS)の主要部局である公衆衛生局(PHS)に属している。その前は1953年に設置された保健教育福祉省(HEW)に属していた。士官部隊の長は医務総監である。公衆衛生局士官部隊は、他軍種の保健上または医療上の必要に応じて、八武官組織の全てに士官を分配している。公衆衛生局士官部隊は1950年の映画『暗黒の恐怖』で取り上げられ、劇中リチャード・ウィドマークが腺ペスト患者を調査する公衆衛生局の医師を演じた。

## 目的
公衆衛生局士官部隊の任務としては「国家の健康と安全を保護、奨励、促進すること」と明記されており、これは同士官部隊の四つの中核的精神（指導性・優秀性・高潔性・奉仕）とも調和したものである。士官たちは次のような方法で士官部隊の任務を遂行する：
- 医療を十分に受けられない人々（アメリカ・インディアンやアラスカ先住民・特殊なニーズのあるその他の人口集団）に対して医療およびその他の関連サービスを提供する
- 疾病を予防・制御し、環境中の健康に対する危険を特定し、その是正を援助し、国民一般の健康的なライフスタイルを促進する
- 国家のメンタルヘルス(心の健康)を促進する
- 薬品と医療機器は安全であり有効であること、食品は安全で健康に良いこと、化粧品は無害であること、電気製品は使用者を危険な量の放射に曝さないことを保証する
- 生物医学的、行動的、健康サービスの研究を行い、医療従事者と公衆に研究結果を公表する
- 全地球的な健康問題とその解決に関して、諸外国や国際機関と協働する

加えて、公衆衛生局士官部隊は士官たち（医療士官・歯科医士官・セラピスト・環境衛生士官など）を他の軍種（主に沿岸警備隊と海洋大気庁士官部隊(NOAA Corps)）に供給する。士官部隊の士官たちは、そのほかの連邦機関（国防総省、国防厚生管理本部、司法省(連邦刑務所局)、国務省、国土安全保障省、内務省(国立公園局)など）にも派遣されうる。士官部隊の士官は、他の組織（州、地方の保健当局、さらに非政府組織なども含む)と覚書(memoranda of understanding (MOUs) )を作成することができる。
公衆衛生局士官部隊は連邦、州、地方の公的機関の対応能力を超えた場合に、しばしば出動要請を受ける。これらの要請に対する対応が、その士官の「通常の」任務の範囲外であり、なおかつ士官部隊人事・即応体制部(DCCPR)の展開運用群(REDDOG)を通じて調整されたものである場合、士官部隊ではその対応のことを「配備」(deployments)と呼んでいる。配備は、通常の状況下での技術支援である場合もあれば、災害状況下である場合も、厳しい環境下である場合もある。

## 配備
公衆衛生局士官部隊は、国家対応体制(National Response Framework)の緊急事態支援機能第8号(公衆衛生および医療サービス)の一部として配備されることが多くあるが、国家対応体制の枠組みによらずとも、様々な必要性に応じて連邦機関、州、地方政府、更には外国政府に対してさえも配備されうる。
他の全ての連邦レベルの対応と同様、士官部隊の士官は要請がある場合にのみ配備することができ、なおかつ医務総監の勧告と保健次官補の承認が必要である。配備中、士官部隊の士官たちは、最先端の緊急事態運用センターで対応調整をする場合などのように通常のオフィス環境で勤務する場合もあれば、自然災害への対応の場合などのように非常に厳しい環境の現場の中に入っていくこともある。
なお、配備は特定のスキルセットが求められている場合のように個人単位で行われることもあれば、大規模な対応が求められている場合にはチーム単位で行われることもある。
士官部隊では対応の層別システムを用いている。第1層対応チームは12時間以内に準備完了しイベントに対応可能とし、第2層チームは36時間以内に準備完了し対応可能とする。第1層または第2層チームに属さない士官たちを第3層対応者とし、72時間以内に準備完了し対応可能とする。第1層チームは主に即応配備部隊(RDF)の諸チームで構成され、複数の職種にまたがる100名以上の士官たちより成り、主に、災害により悪化した持病に対して迅速な臨床治療を提供することに焦点を当てている。これらのチームに属しながら臨床治療に当たらない士官たちは、輸送、管理、主計、計画などの支援業務に当たることが多い。
第2層チームは、より小規模で、より専門的な部隊で構成されている。現在の第2層チームには、「応用公衆衛生チーム(APHT)」、「メンタルヘルスチーム(MHT)」、「業務評価チーム(SAT)」などが含まれる。
第1層および第2層チームに属していない第3層の士官たちは、人手が足りなくなった場合や、対応を格上げする必要がある場合に、第1層および第2層チームを増員するために用いられる。
士官たちは、自然災害や感染症の大流行、テロリストによる攻撃などの公衆衛生に対する危機や国家緊急事態に対応するための訓練を受け装備をしている。各チームは多くの専門分野にわたるメンバーで構成され、国内および国際的な人道支援任務にも対応できる。

## 士官職種
公衆衛生局士官部隊には6700名以上の士官が属しており、11の職種に分かれている：
- 医師
- 歯科医師
- 薬剤師
- 看護師
- 栄養士
- セラピスト (理学療法, 作業療法, 言語聴覚療法, 呼吸療法など)
- 医療サービス士官
- 環境衛生士官
- 科学者
- 技師
- 獣医師

医療サービス士官には、聴覚訓練士、ソーシャルワーカー、医師補、視力検査士、統計家、計算科学者、歯科衛生士、診療録管理者などの50種類以上の医療関係技能が含まれる。

## 公衆衛生局士官部隊行進曲
アメリカの他の武官組織と同様に、公衆衛生局士官部隊にも歌詞付きの行進曲がある。退役沿岸警備隊上等兵曹(軍楽)のGeorge King IIIにより1980年代終わりごろに作曲されたものである。歌詞は次の通り：
The mission of our service is known the world around

In research and in treatment no equal can be found

In the silent war against disease no truce is ever seen

We serve on the land and the sea for humanity

The Public Health Service Team
訳(一例)

我らの任務は世界に知れ渡り

研究治療は比類なし

疾病との静かな戦いは終わりなく

野にも海にも人道のため赴く

我らは合衆国公衆衛生局部隊